# 僖灰蝶屬
僖灰蝶屬（學名：Sinia）是灰蝶科眼灰蝶亞科中的一個屬。分佈於東亞的溫帶地區。

## 物種
- 欣灰蝶 （Sinia divina）
- 爛僖灰蝶 （Sinia lanty）
- 僖灰蝶 （Sinia leechi）